# 旺德雷讷
旺德雷讷（法語：Vendrennes，法語發音：[vɑ̃dʁɛn]）是法国卢瓦尔河地区大区旺代省的一个市镇，位于该省中北部偏东，属于永河畔拉罗什区。

## 地理
旺德雷讷（46°49'31"N, 1°7'26"W）面积16.92 平方千米，位于法国卢瓦尔河地区大区旺代省，该省份为法国西部沿海省份，北起大西洋卢瓦尔省和曼恩-卢瓦尔省，西临大西洋，南至滨海夏朗德省，东部及东南部与德塞夫勒省接壤。
与旺德雷讷接壤的市镇（或旧市镇、城区）包括：梅纳尔-拉巴罗蒂耶尔、莱塞比耶、穆尚、卢瓦、圣安德烈古勒杜瓦、圣弗洛朗斯、圣菲尔让。
旺德雷讷的时区为UTC+01:00、UTC+02:00（夏令时）。

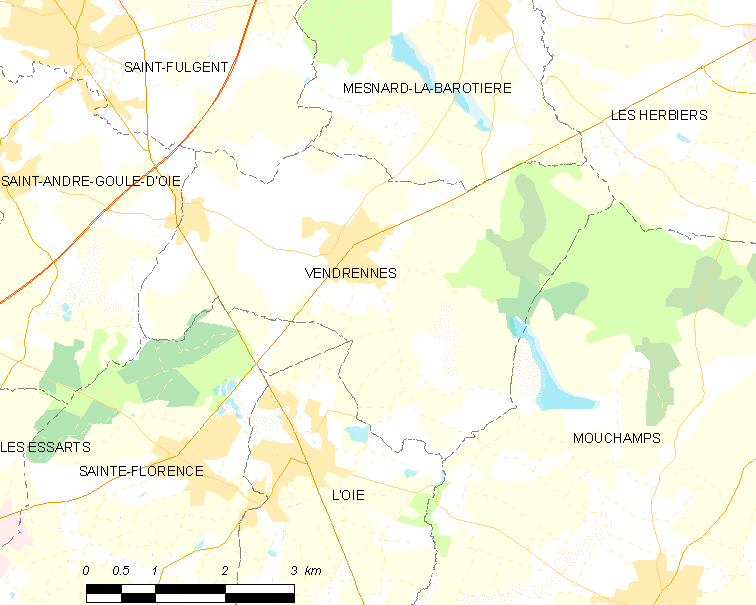
旺德雷讷的OSM定位图

## 行政
旺德雷讷的邮政编码为85250，INSEE市镇编码为85301。

## 政治
旺德雷讷所属的省级选区为蒙泰居旺代县。

## 交通
旺代省省道D53线和D160线在旺德雷讷市中心交汇，另有省道D137线从境内西南侧经过。

## 人口

1962-2008年间旺德雷讷人口变化图示

旺德雷讷于2022年1月1日时的人口数量为1802人。